# Pfarrkirche Neukirchen am Ostrong

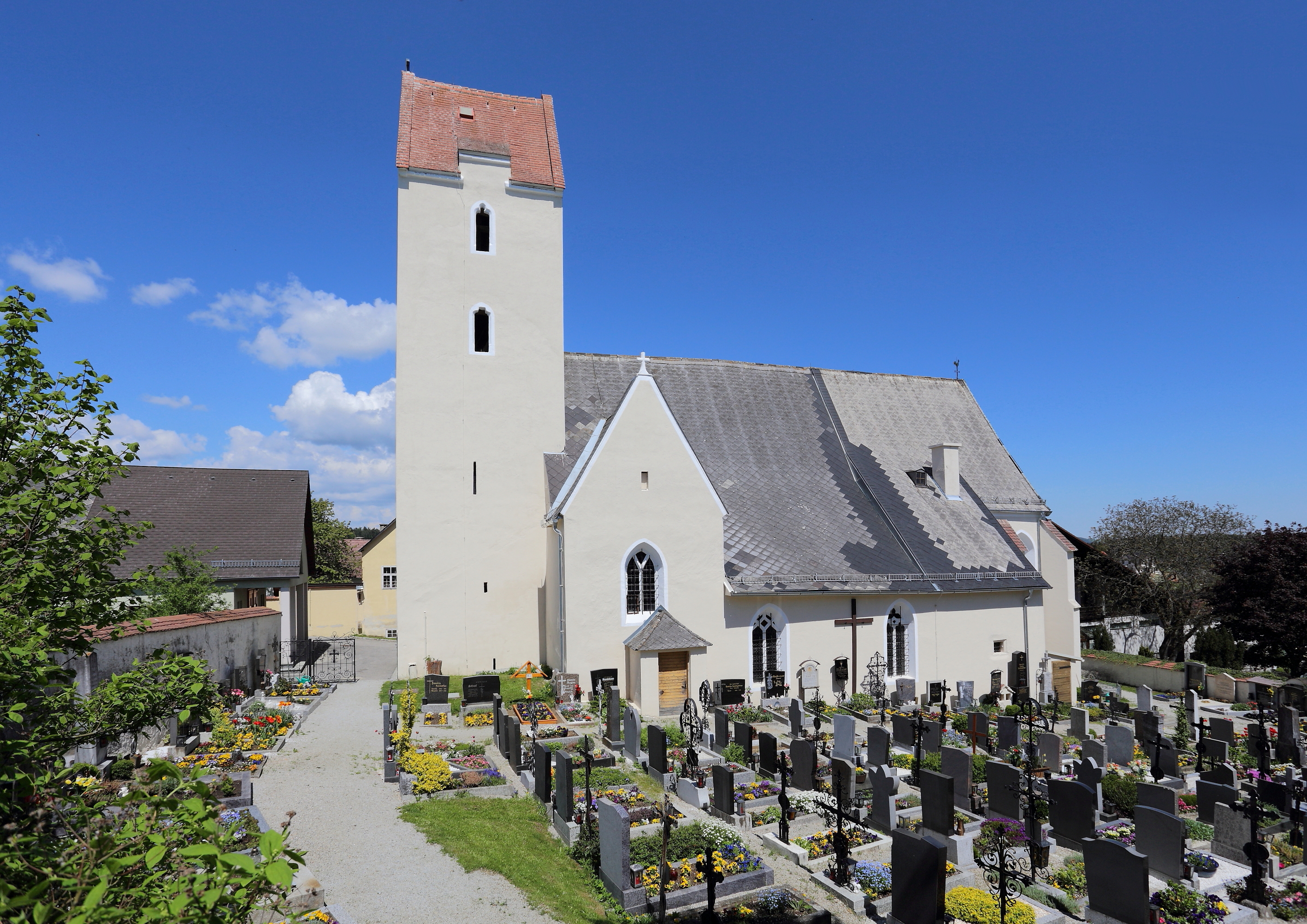
Pfarrkirche Neukirchen

Die Pfarrkirche Neukirchen am Ostrong steht weithin sichtbar in markanter Höhenlage im Süden des Kirchortes Neukirchen am Ostrong in der Marktgemeinde Pöggstall im Bezirk Melk in Niederösterreich. Die dem Fest Mariä Himmelfahrt geweihte römisch-katholische Pfarr- und Wallfahrtskirche gehört zum Dekanat Maria Taferl in der Diözese St. Pölten. Die Kirche und der Friedhof stehen unter Denkmalschutz (Listeneintrag). Dem gotischen Staffelbau mit romanischem Kern ist im Westen ein massiver Turm vorgestellt.

## Geschichte
Neukirchen am Ostrong wird erstmals in einer Urkunde des Jahres 1120 namentlich erwähnt. Der Überlieferung nach soll Bischof Heinrich von Freising bereits drei Jahre zuvor, im Jahr 1117, an diesem Ort eine auf seinem eigenen Grund und Boden errichtete Kirche geweiht haben. Zwischen 1144 und 1784 war Neukirchen eine Filiale der Pfarrkirche Münichreith am Ostrong und danach eine selbständige Pfarre. Von 1430 an war das Gotteshaus eine der bedeutendsten Wallfahrtsstätten der Region, bis es um 1660 durch Maria Taferl in den Hintergrund gedrängt wurde. Eine erneute Blüte als Wallfahrtsort erfolgte für wenige Jahre nach 1750. Wallfahrten nach Neukirchen werden bis in die Gegenwart durchgeführt, wenn auch bei weitem nicht mehr in demselben Ausmaß, wie es bis in die Mitte des 17. Jahrhunderts der Fall war.

## Baugeschichte

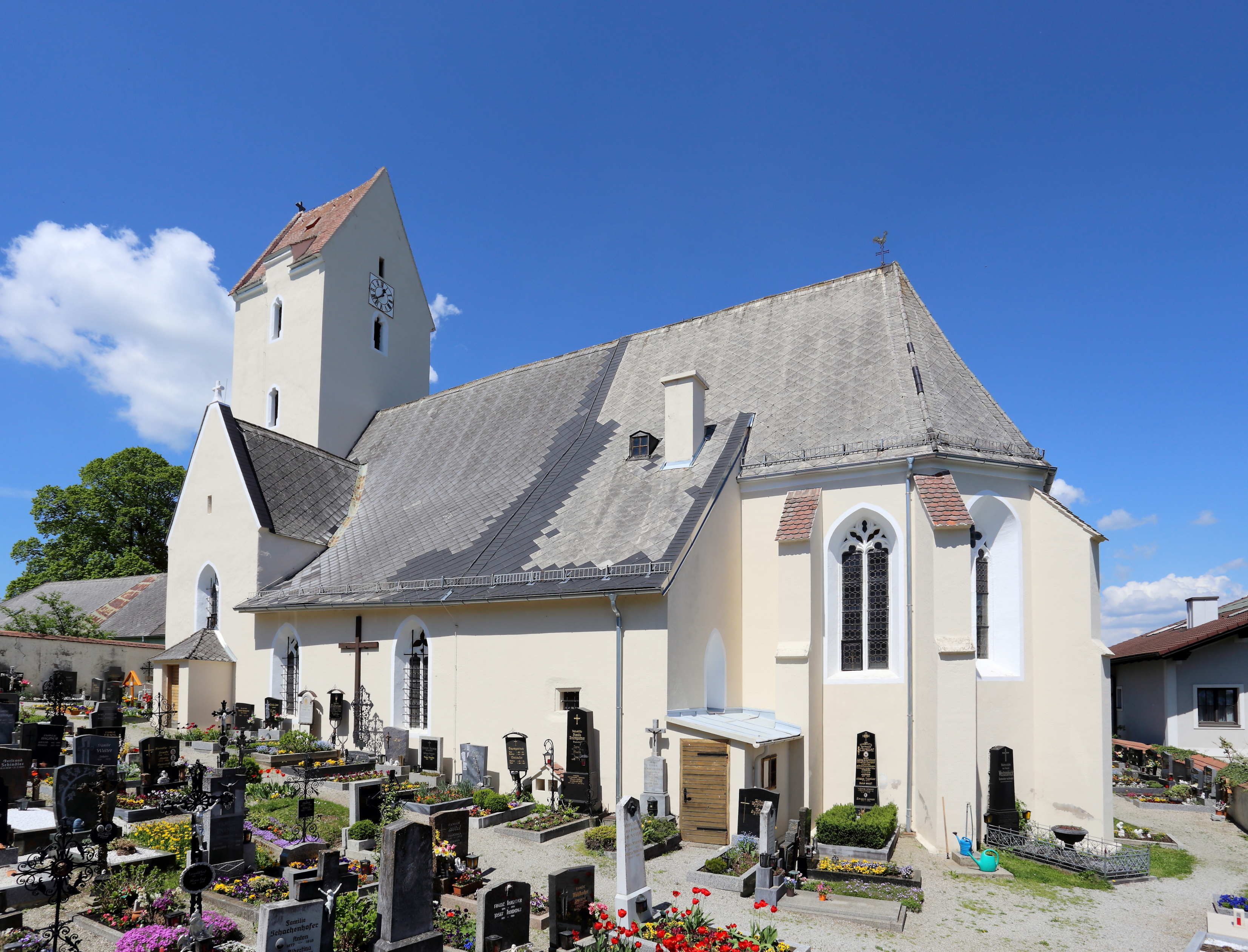
Südostansicht der Pfarrkirche

Turm und Langhaus werden auf das 12. Jahrhundert datiert. Um 1260 erfolgte ein Umbau und eine Erhöhung des Langhauses. Der Chor und die Kapelle an der Nordseite gehen vermutlich auf die erste Hälfte des 14. Jahrhunderts zurück. Im ersten Viertel des 16. Jahrhunderts wurden die Seitenschiffe und die an der Südseite gelegene Sakristei angebaut, die Westempore errichtet, der Turm erhöht und das Langhaus eingewölbt. Die nördliche Vorhalle ist ein Werk des 19. Jahrhunderts. Der kleine südliche Portalvorbau wurde erst im 20. Jahrhundert geschaffen. Die Kirche wurde zuletzt 1966 und 2010 renoviert.

## Äußeres
Das Satteldach des Langhauses geht im Bereich der Seitenschiffe in Pultdächer über. Im Westen liegen querschiffartige Vorbauten mit Giebel und Satteldach. Die Fassade ist durch zweibahnige Spitzbogenfenster mit Maßwerk durchbrochen. Die Kirche ist im Norden durch ein Schulterbogenportal und im Süden durch ein Spitzbogenportal aus dem zweiten bzw. dritten Viertel des 15. Jahrhunderts zugänglich. Beide Eingänge liegen heute hinter später geschaffenen Vorbauten. Der eingezogene Chor hat einen polygonalen Schluss, gestufte Strebepfeiler und zweibahnige Maßwerkfenster. Der massive Westturm ist durch ein Satteldach gedeckt und hat kleeblattbogige Schallfenster aus dem 15. Jahrhundert. Seine heute zum Teil vermauerten Schlitzfenster gehen vermutlich auf das 13. Jahrhundert zurück. Der Sakristeianbau südlich vom Chor hat ein vergittertes Rechteckfenster und ein Spitzbogenfenster.

## Inneres

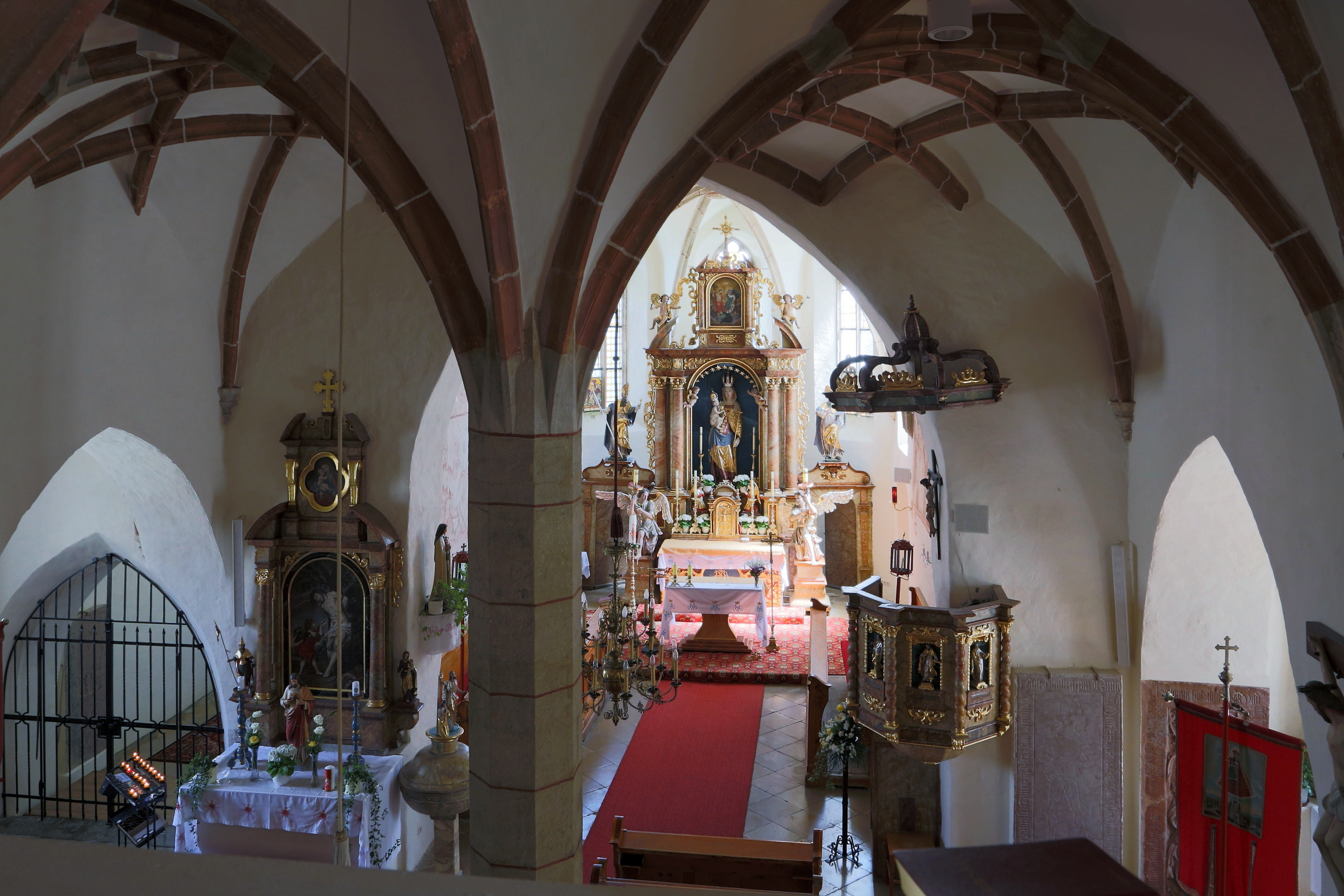
Blick vom Orgelempore Richtung Hochaltar

Das Langhaus verfügt über vier Schiffe und drei Joche. Vom romanischen/frühgotischen basilikalen Kern sind am Dachboden hochsitzende, vermauerte, kreisrunde und rundbogige Fensteröffnungen erhalten, die zum Teil mit Maßwerk ausgestattet sind. Im ersten Viertel des 16. Jahrhunderts wurde der Innenraum zu einer zweischiffigen Halle mit einem fächerförmig von zwei schlanken, achtseitigen Pfeilern aufsteigenden Netzrippengewölbe umgestaltet. Dessen Ziegelrippen wurden bei der Renovierung 1966 freigelegt. Die kreuzrippengewölbten Seitenschiffe von 1428 sind bedeutend niedriger als die Hauptschiffe und sind zu diesen hin in Spitzbogenarkaden geöffnet. Die Ziegelgewölbe der Seitenschiffe sind teilweise von polygonalen Konsolen anlaufend. Das östliche Joch des südlichen Seitenschiffs ist durch einen Scheidebogen ausgeschieden und verfügt über ein Kreuzrippengewölbe mit Steinrippen. Im Osten des nördlichen Seitenschiffs bildet ein Spitzbogen den Übergang zur kreuzgratgewölbten Seitenkapelle. Die Westempore verläuft über die Breite aller vier Schiffe unter Einbeziehung des westlichen Pfeilers auf vier niedrigen, profilierten Spitzbogenarkaden mit Kreuzrippenunterwölbung. Im Westen führt ein vom Wandpfeiler der Empore teilweise verdecktes Spitzbogenportal zum Erdgeschoß des Turms, das über ein bemerkenswertes, auf grober Schalung gemauertes Tonnengewölbe verfügt.
Der Triumphbogen ist spitzbogig und stark eingezogen. Dahinter liegt in der Höhe der beiden Mittelschiffe ein leicht eingezogener, einjochiger Chor mit Fünfachtelschluss und Kreuzrippengewölben auf konsolenartigen Abstufungen mit zwei reliefierten Rosettenschlusssteinen aus der zweiten Hälfte des 14. Jahrhunderts. Im Norden befindet sich, von Säulchen flankiert, eine rechteckige Sakramentnische mit fragmentiertem Blendmaßwerk als Bekrönung. Im Süden führt ein Portal mit einer Eisentür des 18. Jahrhunderts zu der kreuzgratgewölbten Sakristei.

## Wand- und Glasmalereien

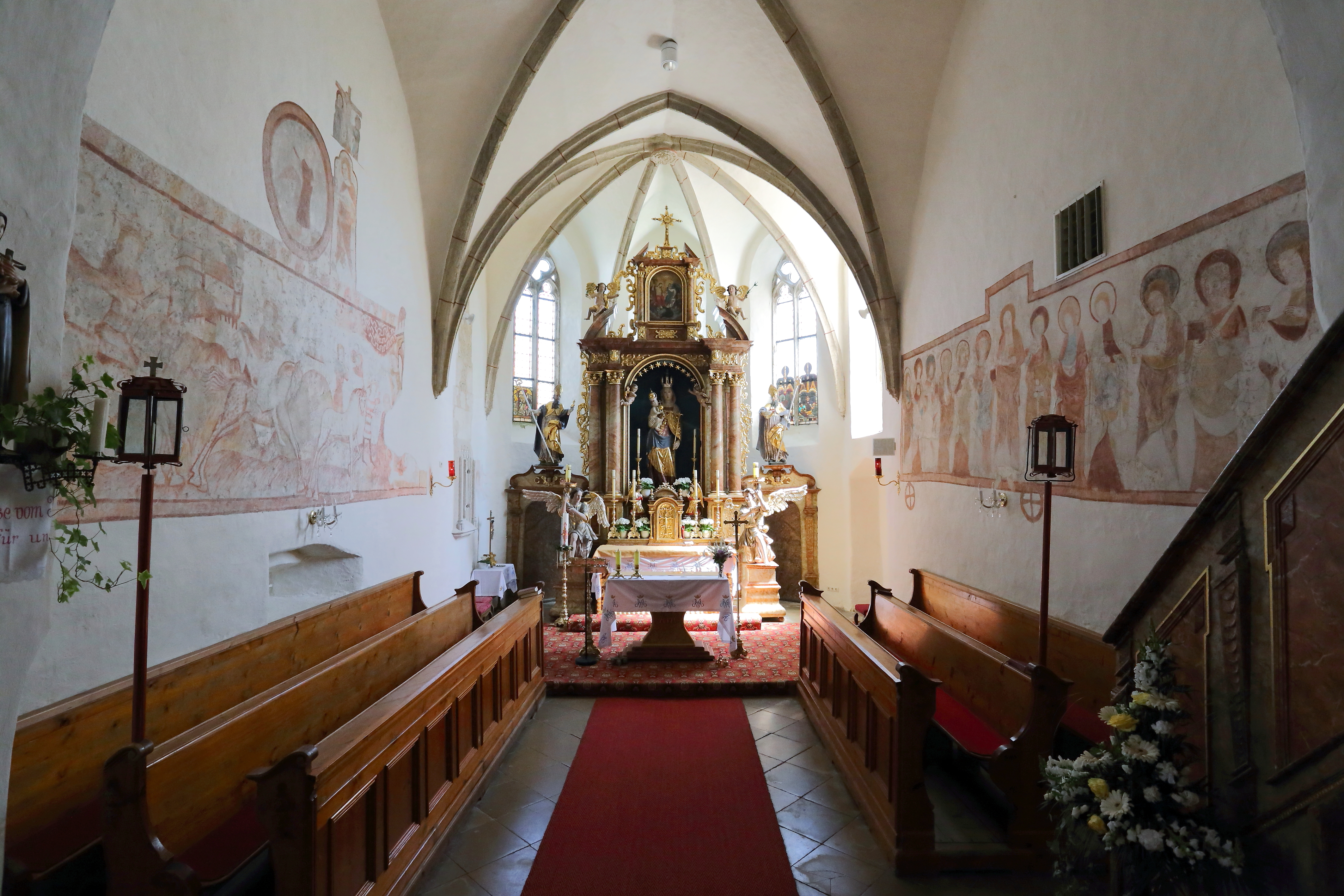
Chorraum mit den freigelegten Wandmalereien

Im Chor sind bemerkenswerte Wandmalereien aus der Zeit um 1370 zu sehen: An der Nordwand der Zug der Hl. Drei Könige mit Anbetung, wobei die Darstellung der Maria mit Kind nicht mehr erhalten ist; darüber kniende ritterliche Stifterfiguren in Kreisrahmung und die hl. Katharina in einem schmalen Dreipassfeld; darüber Christus am Kreuz zwischen Maria und Johannes; rechts vom Sakramentshäuschen ein Fragment eines Engels; an der Südwand Christus flankiert von 12 Aposteln. An der Empore befinden sich ornamentale Malereien; in den Gewölbekappen des ersten Pfeilers Darstellungen der Taufe Christi und der Enthauptung von Johannes dem Täufer, die Anfang des 16. Jahrhunderts gemalt wurden. Vermutlich aus dem dritten Viertel des 14. Jahrhunderts stammt das vom Dachboden aus sichtbare Fragment einer monumentalen Darstellung des hl. Christophorus an der nördlichen Außenwand des Chores, das durch den Zubau der Kapelle weitgehend zerstört wurde.
Die Chorfenster sind mit Glasmalereien aus dem 14. und 15. Jahrhundert versehen: Im nordöstlichen Fenster der kniende Stifter Wolfgang Erendorffer mit Spruchband (vor 1482); südöstlich die Flucht nach Ägypten und der zwölfjährige Jesus im Tempel (4. Viertel 14. Jh.)

## Einrichtung
Der frühbarocke Hochaltar wurde um 1660 angefertigt und hat ein Säulenretabel mit Opfergangsportalen und Knorpelwerkdekor. In seiner rundbogigen Mittelnische steht eine 1375 geschaffene, annähernd lebensgroße, bekrönte Figur der Maria mit Kind. Das Auszugsbild Hl. Dreifaltigkeit wurde im 18. Jahrhundert gemalt. Über den reich ornamentierten Opfergangsportalen stehen Statuen der Hll. Augustinus und Nikolaus. Das Antependium ist reich verziert und trägt ein Marienmonogramm. Links und rechts steht je ein Leuchterengel aus dem 18. Jahrhundert. Das Speisegitter stammt aus der zweiten Hälfte des 17. Jahrhunderts. Die beiden Seitenaltäre haben jeweils ein barockes Säulenretabel aus dem vierten Viertel des 17. Jahrhunderts mit hohem Auszug. Am linken Altarbild, das von Statuetten der Hll. Florian und Josef flankiert wird, ist der hl. Sebastian zu sehen. Das Oberbild ist eine Darstellung des Mariahilf-Motivs. Der rechte Altar hat ein Bild des hl. Antonius Eremita und ein Oberbild des hl. Johannes Nepomuk.

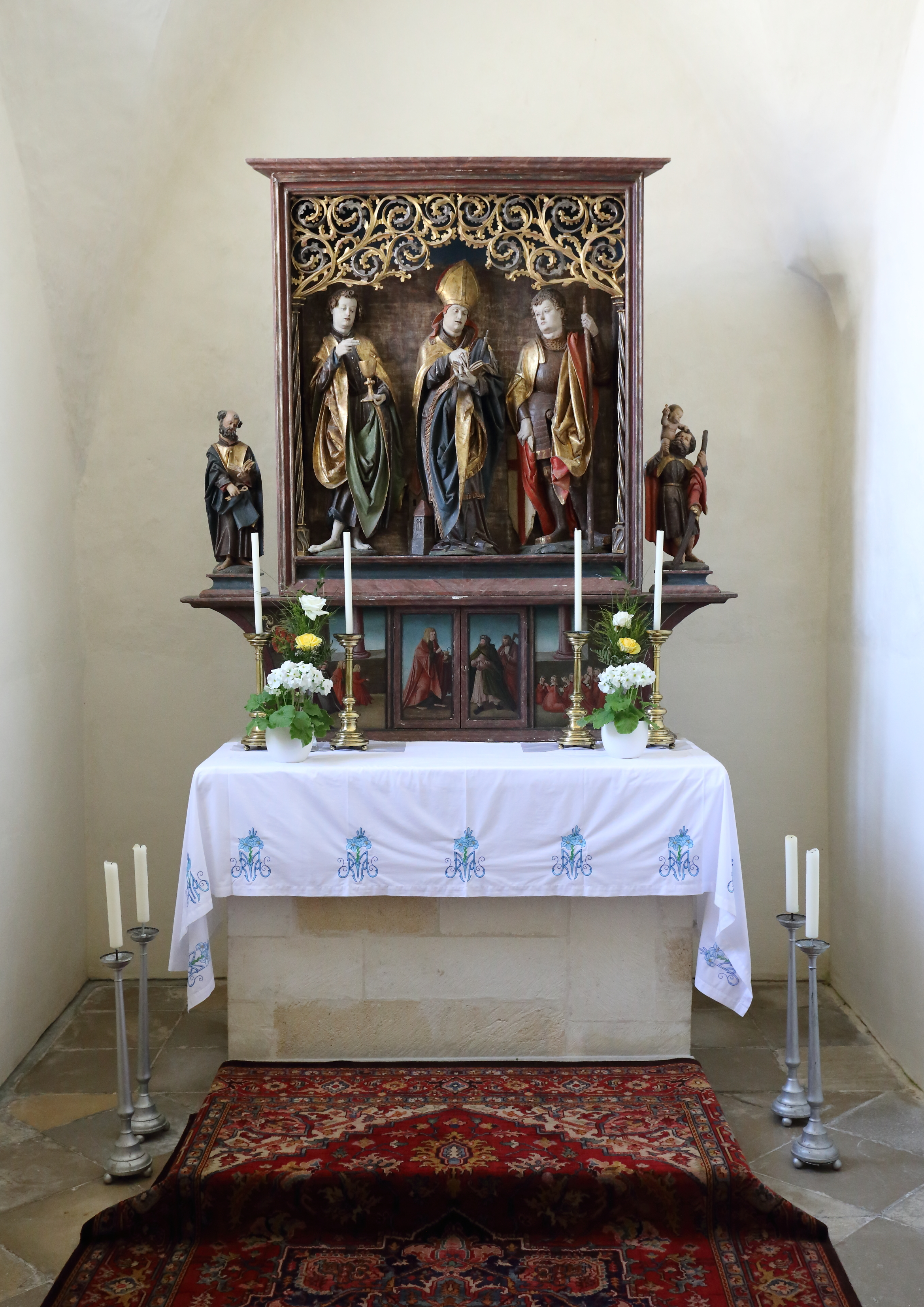
Altar der linken Seitenkapelle

Der Altar der nördlichen Seitenkapelle wurde im ersten Viertel des 16. Jahrhunderts aus teilen zweier älterer Altäre zusammengesetzt. In seinem stabgerahmten Schrein befindet sich eine Statue des hl. Wolfgang, flankiert von den Hll. Johannes Ev. und Pankratius oder Florian aus der Zeit um 1510/1520. Seitlich des Schreins stehen Statuetten der Hll. Petrus und Christophorus. Der Altar hat eine bemalte Predella. In der Mitte auf der Tür des Sakramentshäuschens sind die Hll. Johannes Ev. und Jakobus der Ältere mit Simon (?) dargestellt, seitlich Stifterfiguren mit Wappen.
Die Kanzel, ein polygonaler Korb mit gedrehten Säulen und Statuetten der vier Evangelisten in reich verzierten Rechtecknischen, wurde in der zweiten Hälfte des 17. Jahrhunderts gebaut. Ihr Schalldeckel ist barock dekoriert.
Zur weiteren Ausstattung gehören eine Orgel von Leopold Breinbauer aus dem Jahr 1910, ein Kruzifix am Triumphbogen, Kreuzwegbilder aus der zweiten Hälfte des 19. Jahrhunderts, die Kirchenbänke, ein Beichtstuhl aus der Zeit um 1930/1935 sowie ein Musikinstrumentenschrank auf der Orgelempore, ein Luster und ein Kerzenleuchter aus dem 19. Jahrhundert. Die Glocke wurde 1808 von Franz Rodtlmayer gegossen.